# 鶴岡市立朝暘第一小学校
鶴岡市立朝暘第一小学校（つるおかしりつ ちょうようだいいちしょうがっこう）は、山形県鶴岡市文園町にある公立小学校。

## 沿革
- 1907年（明治40年）8月16日 - 朝暘尋常高等学校より独立し、朝暘第一尋常小学校となることが決定する[1]。
- 1908年（明治41年）4月1日 - 鶴岡市馬場町十日町口1番地に朝暘第一尋常小学校創立。致道館の西方が本校となり、東方に朝暘第二小学校が分立した。校章（致道館の創立者酒井家の紋章「剣かたばみ」と壹の字を図案化）を制定[1]。
- 1935年（昭和10年） - 校歌を制定（作詞：土井晩翠、作曲：信時潔）[1]。
- 1941年（昭和16年）4月1日 - 国民学校令施行により、「鶴岡市朝暘第一国民学校」に改称[2]。
- 1946年（昭和21年） - 学校図書館を設置[1]。
- 1947年（昭和22年）4月1日 - 学制改革により、「鶴岡市立朝暘第一小学校」に改称[3]。
- 1948年（昭和23年） - 致道会（PTA）を結成[1]。
- 1958年（昭和33年）9月13日 - 鶴岡市日枝天池9（現在地）に新校舎新築工事着工[1]。
- 1959年（昭和34年）
  - 10月15日 - 新校舎竣工[1]。
  - 10月17日 - 新校舎への移転が完了[1]。
- 1977年（昭和52年）11月 - 創立70周年記念事業実施[1]。
- 1998年（平成10年）4月 - 山形県ボランティア活動推進校に指定[1]。
- 2006年（平成18年）11月13日 - 土田義晴氏との交流20年記念の会開催[1]。
- 2007年（平成19年）11月10日 - 創立100周年記念式典挙行し、祝賀会開催[1]。
- 2008年（平成20年）10月1日 - 新校舎建設着工[1]。
- 2009年（平成21年）12月 - 校舎および体育館を落成[4]。
- 2010年（平成22年）
  - 1月7日 - 新校舎へ移転し、第3学期より新校舎での授業開始[1]。
  - 11月7日 - 新校舎竣工式挙行し、竣工祝賀会開催[1]。
- 2011年（平成23年）11月21日 - 北海道木古内町立木古内小学校訪問団6名来校し、姉妹校盟約締結[1]。
- 2016年（平成28年）11月22日 - 土田義晴氏本校との交流30周年記念事業開催[1]。

## 通学区域と進学先中学校
出典：

### 通学区域
- 本町2丁目
- 三和町
- 睦町
- 三光町
- 双葉町
- 文園町
- 千石町
- 長者町
- 城南町
- 海老島町
- のぞみ町
- 日枝

### 進学先中学校
- 鶴岡市立鶴岡第三中学校

## 姉妹校
- 木古内町立鶴岡小学校（1964年5月12日 - 2011年3月31日）
- 木古内町立木古内小学校（2011年11月21日 -）[6]

## アクセス
- 庄内交通「鶴岡市内循環Aコース（南ショッピングセンター方面）」・「鶴岡市内循環Cコース（小真木原方面）」で、「一小前」停留所下車。
- JR東日本羽越本線鶴岡駅より、
  - 上述の庄内交通バスに乗車し、
    - 循環Aコース左回りで「一小前」停留所まで15分（逆方向の右回りだと23分）。
    - 循環Cコース右回りで「一小前」停留所まで11分（逆方向の左回りだと26分）。

  - 車で約3km・約6分。

## 周辺
- 鶴岡市鶴岡南部児童館 - 敷地が隣接。
- 鶴岡市第一学区コミュニティ防災センター - 敷地が隣接。
- 鶴岡市消防本部消防署中央分署 - 敷地が隣接。
- 医療生活協同組合やまがた・協立ケアプランセンターふたば - 鶴岡市道をはさんで、敷地が隣接。
- 五十嵐歯科医院 - 市道交差点をはさんで、対角線上に位置する。